# Sternerův dům
Sternerův dům známý také jako Glassmaker’s House (francouzsky Maison et Atelier du maître-verrier Sterner, vlámsky Atelier en Woning van meester glasmaker Sterner) je secesní dům v Ixelles v Belgii. Stavba je výrazným příkladem secesní architektury.

## Historie
Dům navrhl architekt Ernest Delune pro vídeňského skláře Sternera, který se specializoval na výrobu vitráží. Dům byl postaven v letech 1893–1902 ve dvou fázích, kdy v první fázi byla postavená část v eklektickém stylu na Rue de la Vallée 5, a v druhé fázi byla vystavěna polovina v secesním stylu na Rue du Lac 6.
Sterner v atelieru v horním patře domu navrhoval secesní vitrážová okna pro několik Delunových domů v sousedství, stejně tak pro svůj vlastní dům.
Město Brusel nechalo 23. října 2003 dům klasifikovat jako historickou památku. Na konci roku 2020 probíhala poslední fáze kompletní renovace, která započala v roce 2019. Výraznou změnou byla změna tyrkysové barvy rámů oken a dveří do nové teplejší béžové barvy.

### Související stránky
- Secese v Bruselu